# St. Stephan (Otting)

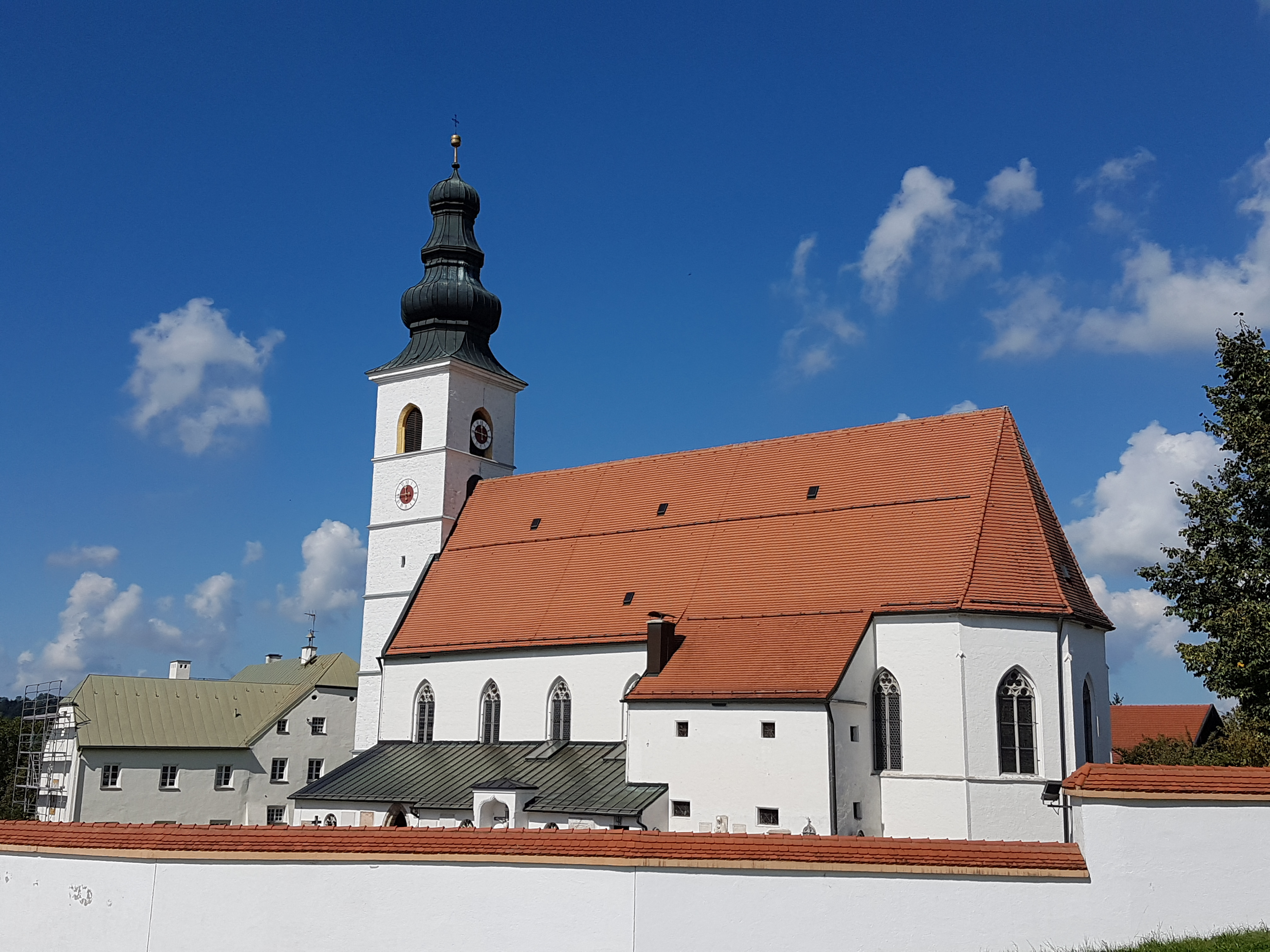
St. Stephan in Otting

St. Stephan Otting ist eine römisch-katholische Pfarrkirche in Otting, einem Ortsteil der Gemeinde Waging am See im Landkreis Traunstein in Oberbayern. Die Kirche ist ein Baudenkmal des Bayerischen Landesamtes für Denkmalpflege.

## Geschichte

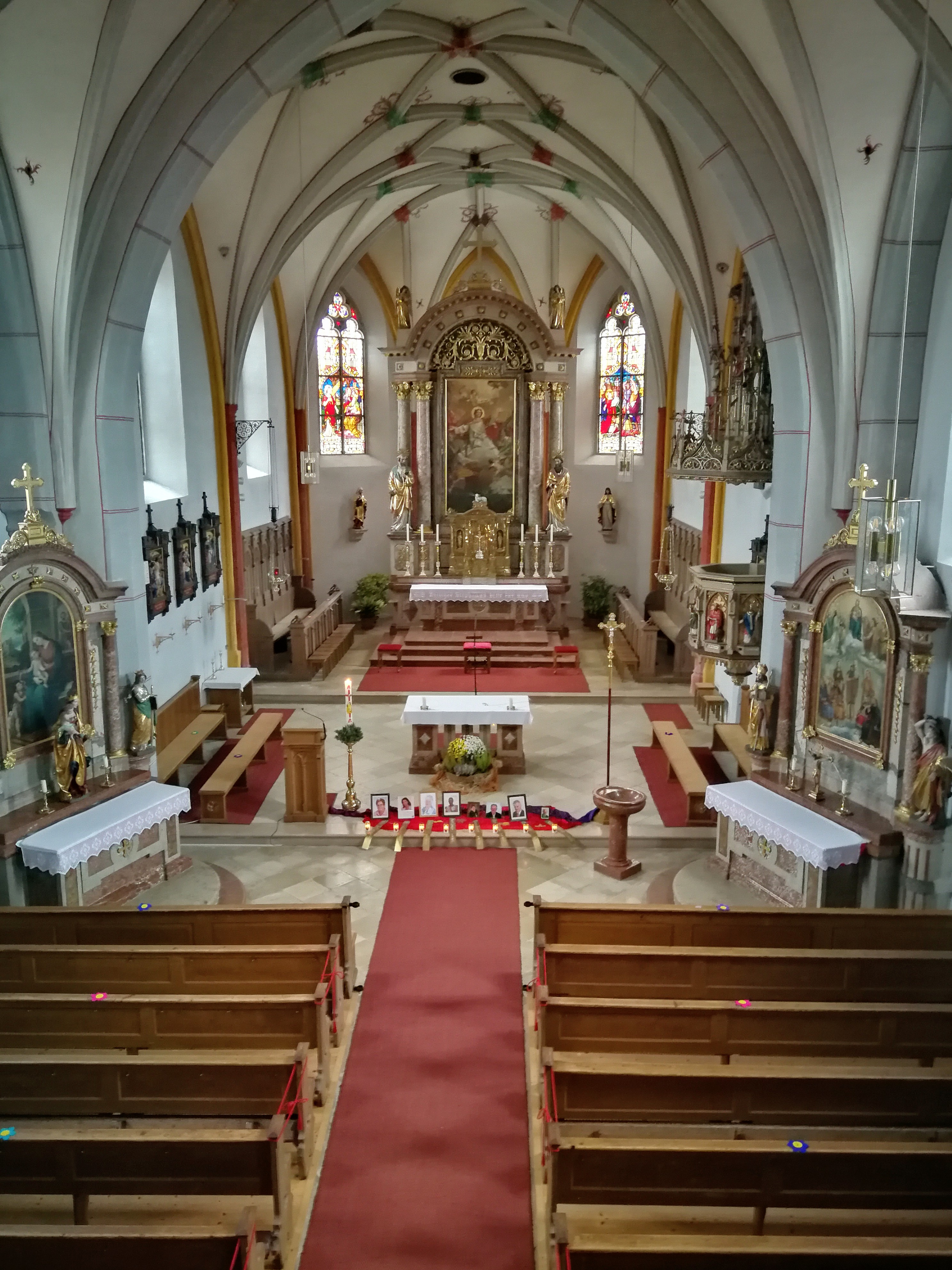
St. Stephan Otting – Altarraum

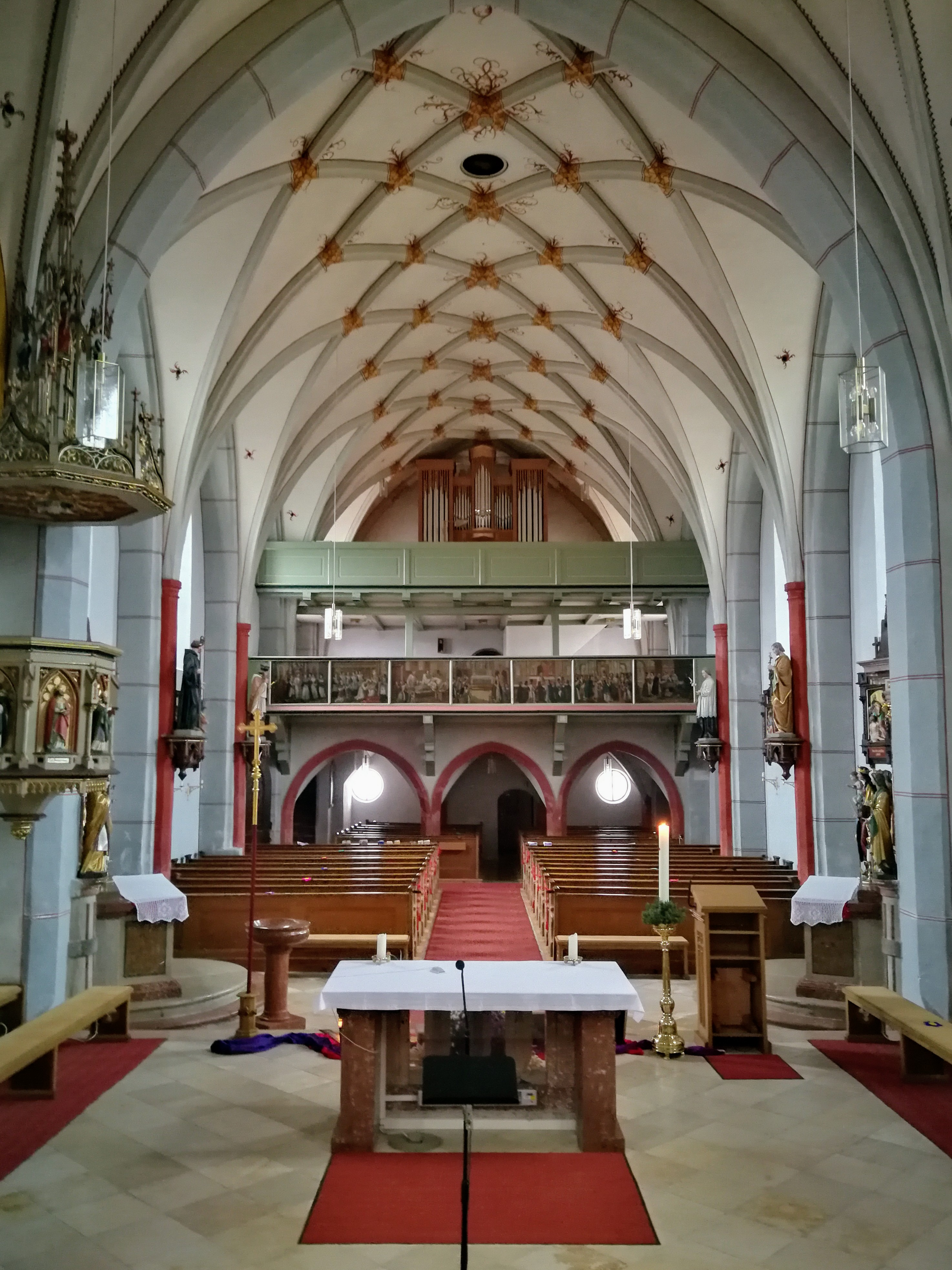
St. Stephan Otting – Innenansicht

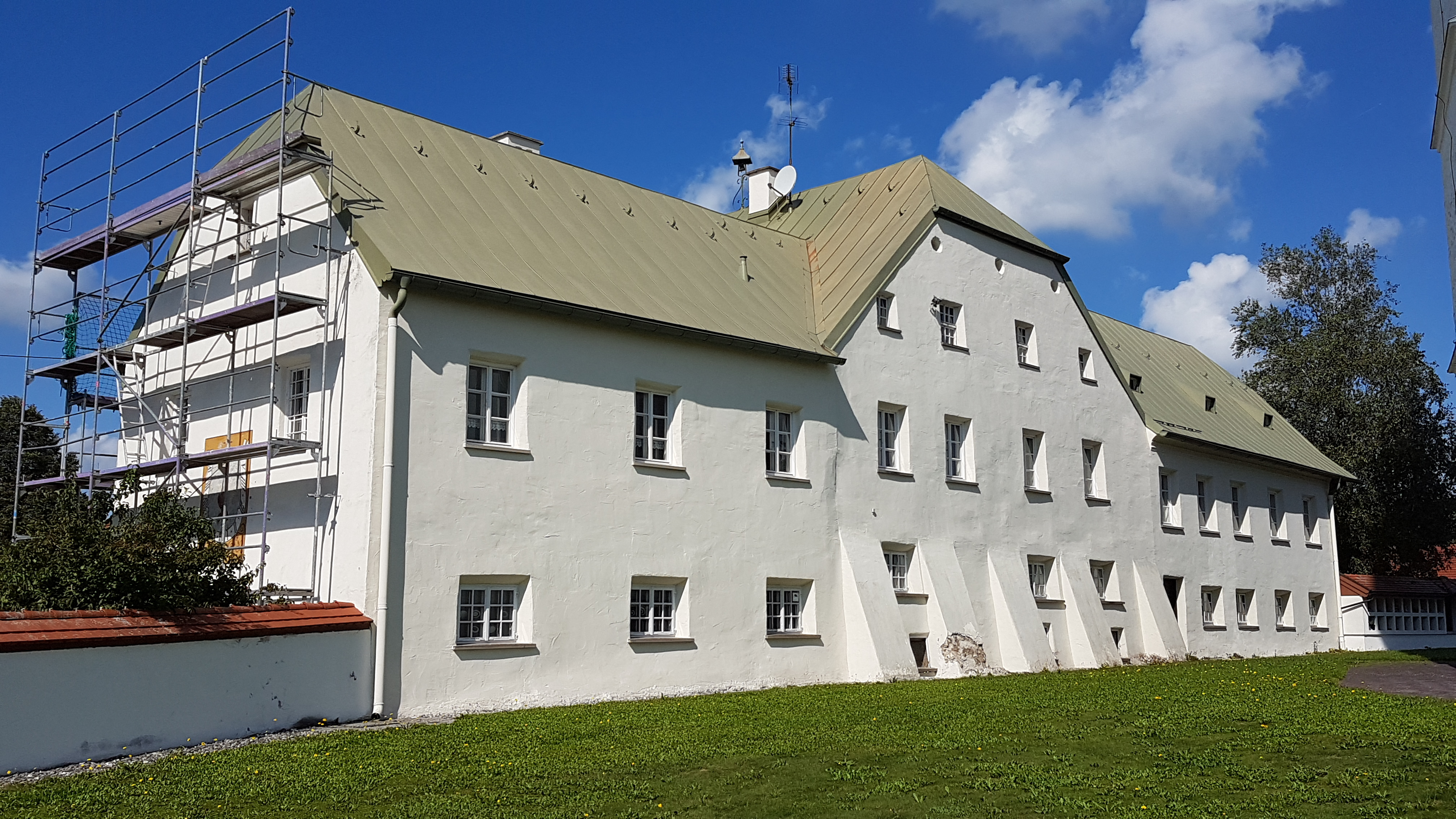
Pfarrhof Otting

Bischof Virgilius von Salzburg weihte im Jahre 749 die vom Chiemgaugrafen Gunther erbaute Ottinger Kirche. Vorausgegangen war ein Streit: Bischof Virgil verweigerte zunächst diese Weihe und verlangte von Graf Gunther, dass die Ottinger Neubauten der Salzburger Kirche unterstellt würden. Gunther willigte ein und so weihte Virgil im Jahre 749 die Ottinger Kirche und das ebenfalls neu gegründete Kloster. Das Kloster in Otting verschwindet ohne ersichtlichen Grund in den Quellen während des 9. Jahrhunderts. Der Michaelbeurer Prior Michael Filz hat wegen des plötzlichen Auftauchens des Klosters Michaelbeuerns und wegen Besitzungen, die zunächst Otting gehörten und dann in der Hand von Michaelbeuern waren, die Theorie aufgestellt, das Kloster Otting sei um 785 nach Kloster Michaelbeuern verlegt worden.
Die Ottinger Kirche ist somit jedenfalls eine der Urkirchen des Gebietes. Die heutige Pfarrkirche St. Stephan ist eine einschiffige spätgotische Anlage mit Westturm, wohl aus der Mitte des 15. Jahrhunderts. Sie wurde 1624 barock umgebaut.
Der Ort Otting gehörte bis 1803 zum Fürstbistum Salzburg und dessen Gericht Tetelheim (Tettelham). Die Pfarrei Otting umfasste aber auch Teile des angrenzenden kurfürstlichen Bayern. Mit dem Rupertiwinkel kam Otting 1805/1816 zu Bayern. Die Kirche wurde von 1995 bis 1999 renoviert, dabei wurde die in Oberbayern seltene gotische Fassung der Raumschale mit kunstvoller Rankenmalerei aus der Zeit um 1450 wiederhergestellt.

## Baubeschreibung
Kirche und Pfarrhof sind als Baudenkmal eingestuft. Die Beschreibung des Bayerischen Landesamts für Denkmalpflege lautet:
- Katholische Pfarrkirche St. Stephan: einschiffige spätgotische Anlage mit Westturm, wohl Mitte 15. Jahrhundert und 1624; mit Ausstattung; Friedhofsummauerung, 17./18. Jahrhundert sowie 1901.
- Pfarrhof: sehr stattliche mehrflügelige Anlage; Wohngebäude mit T-förmigem Gesamtgrundriss, Kernbau 17. Jahrhundert, beiderseits durch Querfirstbauten um 1780 erweitert, jeweils mit Krüppelwalmdach; nördlich zweitenniger Getreidestadel, 1861; ehemaliger Pferdestall, mit Krüppelwalmdach, 1861.

## Ausstattung
- Hochaltar mit Altarbild „Himmelfahrt des Stephanus“ von Carl Rudholzer (1863)
- Gemäldezyklus „Die 7 Sakramente“ (1686) an der Emporenbrüstung
- Kreuzweg im Nazarenerstil
- Zwei Seitenaltäre: der Marienaltar und der 14-Nothelferaltar mit der Figur des Bischofs Virgil
- Vier große Heiligenfiguren an den Seiten der Kirche
- Fresko „Mariä Himmelfahrt“ (17. Jhdt.) in der Eingangshalle mit den vier Evangelisten
- Allerseelenkapelle, auch Toten- oder Bruderschaftskapelle genannt, mit dem Pietàbild von Nikolaus Streicher (1778)
- Glasfenster, die den heiligen Stephanus vor dem Hohen Rat und bei der Steinigung zeigen
- Epitaphe an der äußeren Kirchenwand